# Majdany (Nowa Wieś Przywidzka)
Majdany (kaszb. Majdanë) – przysiółek wsi Nowa Wieś Przywidzka w Polsce, położony w województwie pomorskim, w powiecie gdańskim, w gminie Przywidz, na turystycznym szlaku Wzgórz Szymbarskich. Jest częścią składową sołectwa Nowa Wieś Przywidzka.
W latach 1975–1998 przysiółek administracyjnie należał do województwa gdańskiego.